# Fergusonita-(Nd)
La fergusonita-(Nd) és un mineral de la classe dels niobats. Rep el seu nom de Robert Ferguson (1767-1840), terratinent escocès, polític i col·leccionista de minerals, de la seva relació amb la fergusonita-(Y), i del seu contingut dominant de neodimi.

## Característiques
La fergusonita-(Nd) és un niobat de fórmula química (Nd,Ce)(Nb,Ti)O₄. Cristal·litza presumiblement en el sistema tetragonal, en forma granular o de grans equants. La seva duresa a l'escala de Mohs és 5,5 a 6,5.
Segons la classificació de Nickel-Strunz, la fergusonita-(Nd) pertany a «07.G - Molibdats, wolframats i niobats, sense anions addicionals o H₂O» juntament amb els següents minerals: fergusonita-(Ce), fergusonita-(Y), powel·lita, scheelita, stolzita, wulfenita, formanita-(Y), iwashiroïta-(Y) i paraniïta-(Y).

## Formació i jaciments
Es troba en petites venes en un marbre dolomític derivat de carbonatites. Sol trobar-se associada a altres minerals com l'aegirina i la fergusonita-(Nd)-ß. Va ser descoberta al dipòsit de Bayan Obo, a Darhan Muminggan United Banner, Mongòlia Interior, Xina. També ha estat descrita al dipòsit d'itri, zircó i niobi de Tsakhirin Khuduk (Mongòlia) i a Ust'-Biraya, a l'altiplà de Vitim (Rússia).